# Hotel Sacher Salzburgo
El Hotel Sacher Salzburgo es un lujoso hotel de 5 estrellas ubicado en Salzburgo, Austria. Se encuentra a orillas del río Salzach, en el centro de la ciudad, y ofrece una vista del casco antiguo. El hotel se encuentra a pocos minutos de los teatros del Festival de Salzburgo.
Fue construido entre 1863 y 1866 por el hotelero y maestro constructor Carl Freiherr como un “hotel de la corte austriaca”. Gozó de popularidad desde su apertura en 1866 debido a su posición entre los miembros de las casas gobernantes, nobles, altos clérigos y artistas como invitados en el primer año. Es, junto con el Hotel Sacher de Viena (inaugurado diez años después) el único lugar donde se puede servir la tarta Sacher con el apelativo de Original Sacher-Torte. 